# 1991 CK
1991 CK är en asteroid i huvudbältet som upptäcktes den 5 februari 1991 av de båda japanska astronomerna Masaru Arai och Hiroshi Mori vid Yorii-observatoriet i Japan.